# Montdidier (Somme)
Montdidier je francouzská obec v departementu Somme v regionu Hauts-de-France. V roce 2012 zde žilo 6 174 obyvatel. Je centrem arrondissementu Montdidier.

## Sousední obce
Assainvillers, Ayencourt, Courtemanche, Ételfay, Faverolles, Fignières, Mesnil-Saint-Georges, Rubescourt

## Osobnosti
- Fredegunda (asi 545–597), královna Neustrie
- Felicia z Roucy (asi 1060–1123), aragonská královna
- Gilles de Roye († 1478), cisterciácký mnich
- Jean Fernel (1497–1558), lékař
- Claude Capperonnier (1671–1744), filozof
- Jean Capperonnier (1716–1775), filozof a knihovník
- Antoine-Augustin Parmentier (1737–1813), zemědělec
- Jean-Jacques-Antoine Caussin de Perceval (1759–1835), lingvista
- Cléon Galoppe d'Onquaire (1805–1867), spisovatel a dramatik
- Louis-Lucien Klotz (1868–1930), novinář a politik
- Maurice Blanchard (1890–1960), letecký inženýr a básník
- Urbain Wallet (1899–1973), fotbalista
- Jimmy Casper (* 1978), cyklista

## Vývoj počtu obyvatel
Počet obyvatel